# 亨利·泰勒
亨利·泰勒（英語：Henry Taylor，1885年3月17日—1951年2月28日），英国前男子游泳运动员，他曾代表英国参加1908年至1920年的3届夏季奥运会，并获得3枚男子自由泳金牌以及2枚铜牌。